# Lover Come Back
Lover Come Back is een film uit 1961 onder regie van Delbert Mann.

## Verhaal
Carol is een fatsoenlijke reclamevrouw. Ze wordt verliefd op wetenschapper Jerry. Later blijkt hij een concurrent op haar werk te zijn en blijkt ook nog eens vreemd te gaan!

## Rolverdeling
| Acteur         | Personage                        |
| -------------- | -------------------------------- |
| Rock Hudson    | Jerry Webster/Dokter Linus Tyler |
| Doris Day      | Carol Templeton                  |
| Tony Randall   | Peter 'Pete' Ramsey              |
| Edie Adams     | Rebel Davis                      |
| Jack Oakie     | J. Paxton Miller                 |
| Jack Kruschen  | Dokter Linus Tyler               |
| Joe Flynn      | Hadley                           |
| Jack Albertson | Fred                             |
| Donna Douglas  | Deborah                          |